# Martin Fayulu
Martin Madidi Fayulu (* 21. listopadu 1956 Kinshasa) je opoziční politik, poslanec a podnikatel z Konžské demokratické republiky. Je vůdcem strany Závazek pro občanství a rozvoj.
Dne 11. listopadu 2018 byl sedmi opozičními vůdci vybrán za společného kandidáta opozice na prezidentský úřad v prezidentských a všeobecných volbách. Jedním z důvodů byla i skutečnost, že nejznámější kandidáti opozice měli své kandidatury různými cestami zablokovány. Volby proběhly dne 30. prosince 2018. Ve volbách skončil podle předběžných výsledků na druhém místě. To vše v zemi, ve které nikdy v historii nedošlo ke klidnému předání moci.

## Životopis

### Vzdělání
Studoval ekonomii na francouzské Univerzitě Paříž XII, dále Institut supérieur de gestion de Paris a také European University of America v San Francisku, kde získal titul MBA.

### Kariéra
Je bývalým výkonným ředitelem firmy ExxonMobil z let 1984–2003, naposledy v Etiopii a v zemi byl doposud znám především jako podnikatel.

### Politika

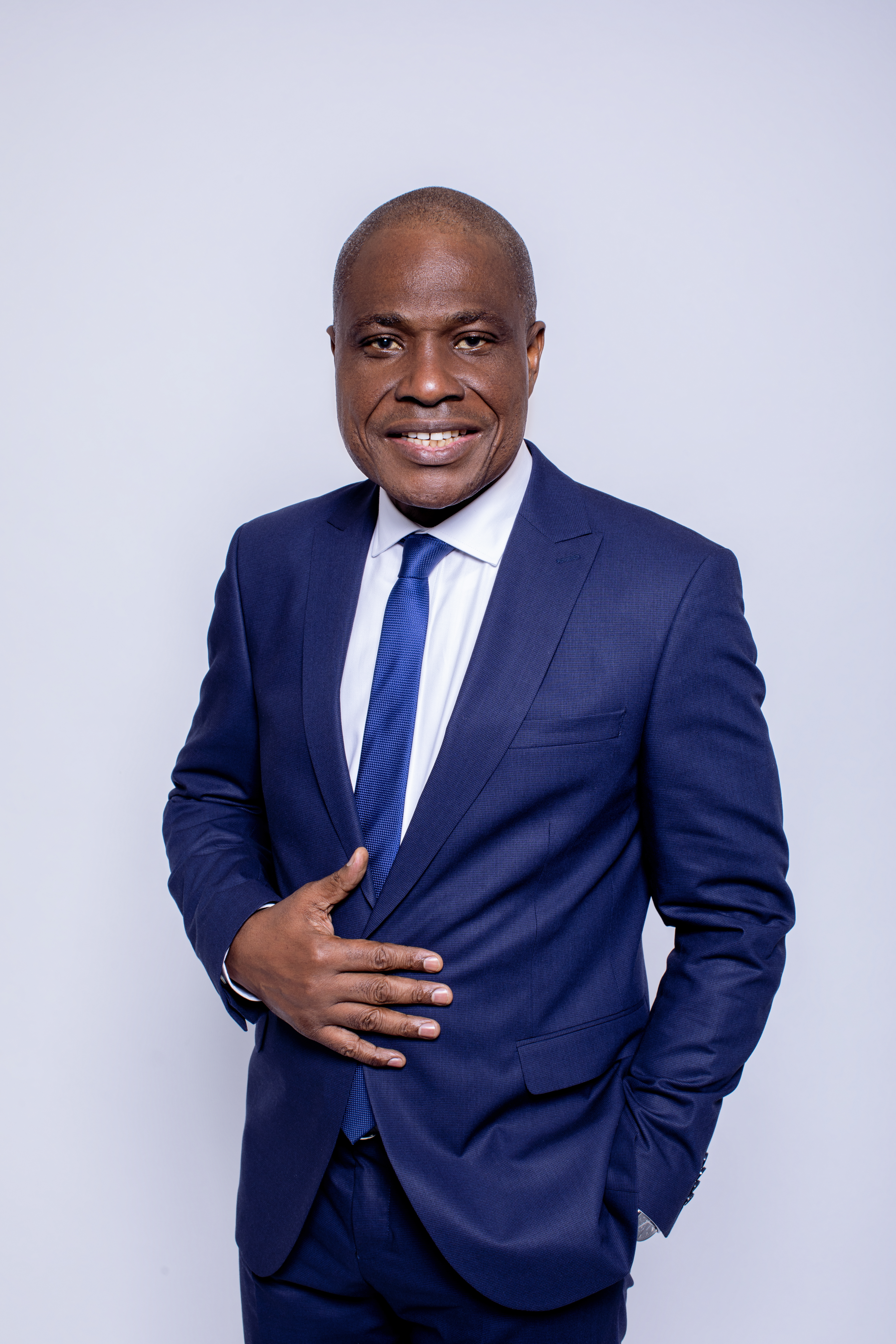
Fayulu v roce 2018

Jeho zapojení do politiky započalo v roce 1991, kdy se zúčastnil Svrchované národní konference, která sdružila delegáty z různých regionů a organizací, aby bojovaly za pluralitní demokracii. Mobutu Sese Seko, autoritářský prezident Zairu (jak byla Demokratická republika Kongo kdysi nazývána), tehdy po kritice umožnil, aby konference proběhla. Poté však ignoroval její výsledky.
Fayulu se do politiky zapojil na plný úvazek až od roku 2006. V parlamentních volbách v roce 2006 a 2011 byl zvolen poslancem Národního shromáždění. V roce 2009 založil stranu Závazek pro občanství a rozvoj, která i s ním má tři poslance.